# Objet interstellaire

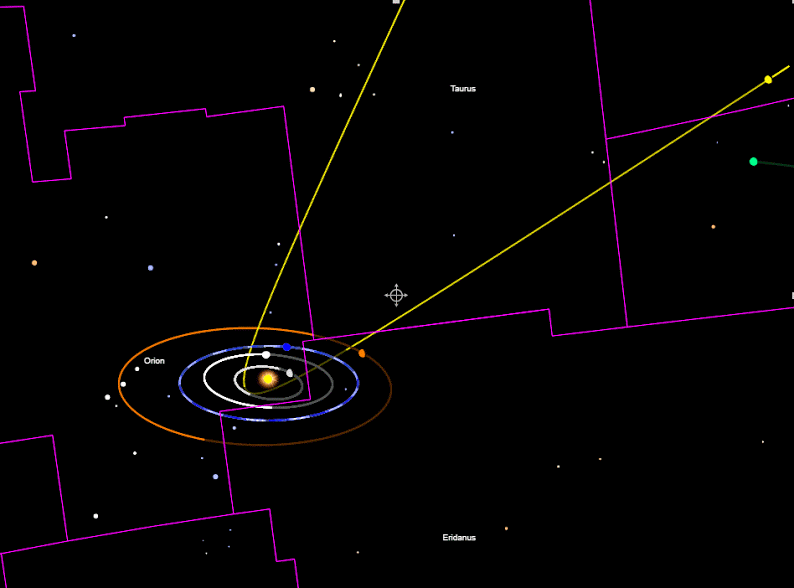
Orbite de 1I/ʻOumuamua, découvert en octobre 2017, dont l'origine est extérieure au Système solaire.

3I/ATLAS, objet interstellaire découvert en juillet 2025.

Un objet interstellaire est un corps situé dans l'espace interstellaire qui n'est pas lié gravitationnellement à une étoile et qui n'est ni une étoile ni un objet substellaire. Cette catégorie peut inclure des astéroïdes et des comètes,. En plus des comètes connues au sein du Système solaire, et des comètes extrasolaires connues, actuellement, une comète interstellaire peut seulement être détectée si elle traverse le Système solaire. Elle peut être distinguée d'une comète originaire du nuage de Oort par sa trajectoire hyperbolique qui indique que l'objet n'est pas lié par la gravitation au Soleil,,. Jusqu'en 2017, l'objet connu le plus excentrique, C/1980 E1 (Bowell), possédait une excentricité de seulement 1,057, beaucoup moins excentrique que ne devrait l'être une comète interstellaire.
Le premier objet interstellaire découvert et connu fin 2017 est 1I/ʻOumuamua. L'objet a une excentricité d'environ 1,195. Il a été initialement nommé C/2017 U1 parce qu'on a d'abord pensé qu'il s'agissait d'une comète, mais il a été rapidement renommé A/2017 U1, aucune activité cométaire n'ayant été détectée,. Après la confirmation de sa nature interstellaire, l'objet a été renommé 1I/ʻOumuamua : « 1 » parce qu'il s'agit du premier objet de cette catégorie à être découvert et « I » pour « interstellaire ». L'objet a été baptisé du nom hawaïen ʻOumuamua qui signifie « éclaireur » ou encore « un messager arrivé de loin en premier ».

## Nomenclature
Faisant suite à la première découverte d'un objet interstellaire, l'Union astronomique internationale (UAI) a proposé une nouvelle série de désignations pour les petits corps de nature interstellaire : un numéro d'ordre suivi de la lettre majuscule latine « I » (par exemple 1I/ʻOumuamua). Ce système est similaire au système de numérotation permanente des comètes périodiques (par exemple 1P/Halley, 2P/Encke…). Le Centre des planètes mineures attribue les numéros. Les désignations provisoires pour les objets interstellaires seront traitées en utilisant le préfixe C/ ou A/ selon qu'il s'agit d'une comète ou d'une planète mineure.

## Description
Un objet interstellaire est situé dans l'espace interstellaire et non gravitationnellement lié à une étoile
Les modèles actuels de formation des nuages de Oort autour d'étoiles prévoient que la grande majorité des objets mineurs sont éjectés dans l'espace interstellaire plutôt que contraints dans le nuage de Oort, ceci d'un facteur de 3 pour 100. D'autres simulations suggèrent qu'un taux de 90 à 99 % des objets mineurs sont éjectés,,. Il n'y a aucune raison de croire que les objets mineurs formés dans d'autres systèmes stellaires ne seraient pas soumis aux mêmes lois et donc dispersés pareillement.
Si des objets interstellaires existent, ils doivent parfois traverser notre Système solaire interne. Ils s'approcheraient du Système solaire avec des vitesses aléatoires, la plupart du temps ils proviendraient de la région de la constellation d'Hercule parce que le Système solaire se déplace dans cette direction. Le fait qu'aucun objet doté d'une vitesse supérieure à la vitesse d'échappement du Soleil n’avait encore été observé (avant la découverte d'1I/ʻOumuamua) contraint les limites supérieures de leur densité dans l'espace interstellaire. Un article de Torbett indique que la densité n'est pas supérieure à 1013 (10 mille milliards) de comètes par parsec cube. D'autres analyses, basées sur les données du projet LINEAR, fixent la limite supérieure à 4,5 × 10−4 ua−3, ou 1012 (mille milliards) de comètes par parsec cube. Des comètes ayant une trajectoire presque hyperbolique ont été observées, mais une étude plus précise montre qu'elles pourraient bien provenir de ce nuage et n'indique pas une origine interstellaire.
Un objet interstellaire peut probablement, en de rares occasions, être capturé et contraint dans une orbite héliocentrique en traversant notre Système solaire. Les simulations par ordinateur montrent que Jupiter est la seule planète assez massive pour pouvoir capturer un tel corps, et que cela peut se produire une fois tous les soixante millions d'années ; les comètes 96P/Machholz et C/1996 B2 (Hyakutake) sont des candidates possibles. Sur ces corps on a détecté des composés chimiques atypiques pour des comètes du Système solaire,.

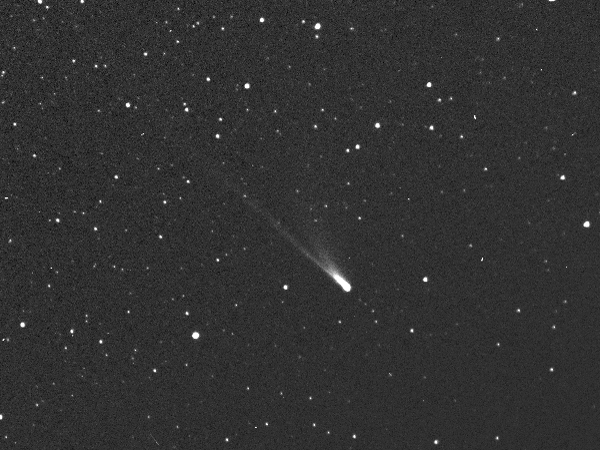
La comète 96P/Machholz vue par STEREO-A (avril 2007).
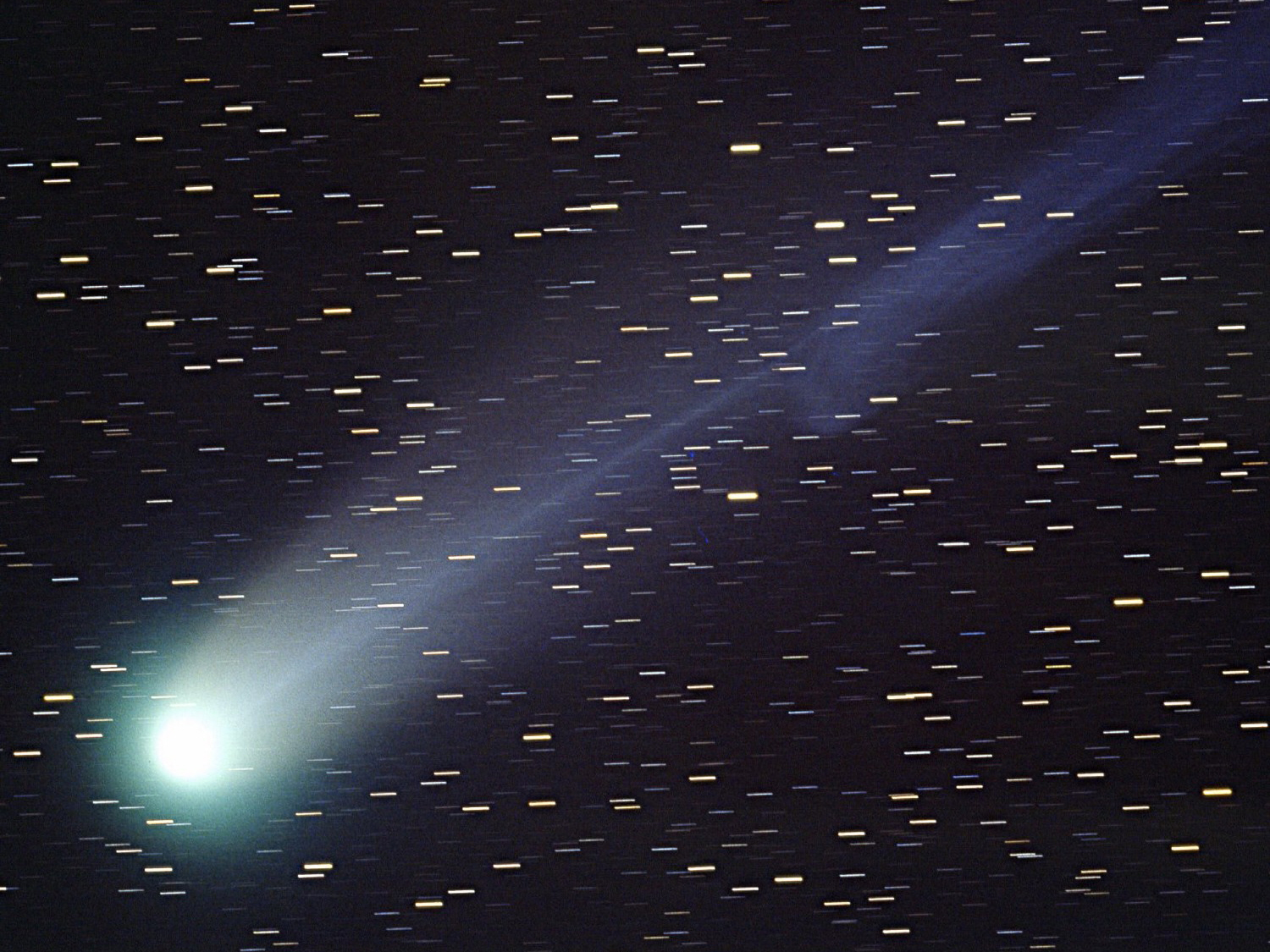
La comète C/1996 B2 (Hyakutake) à son point d'approche minimum à la Terre le 25 mars 1996.

## Hypothèse concernant l'influence sur la formation rapide des planètes
Il a été suggéré que le passage d'objets interstellaires dans des disques protoplanétaires pourrait expliquer la formation relativement rapide de planètes ; cela aurait pour conséquence une augmentation de la vitesse de formation des planètes au cours du temps.

## Objets connus

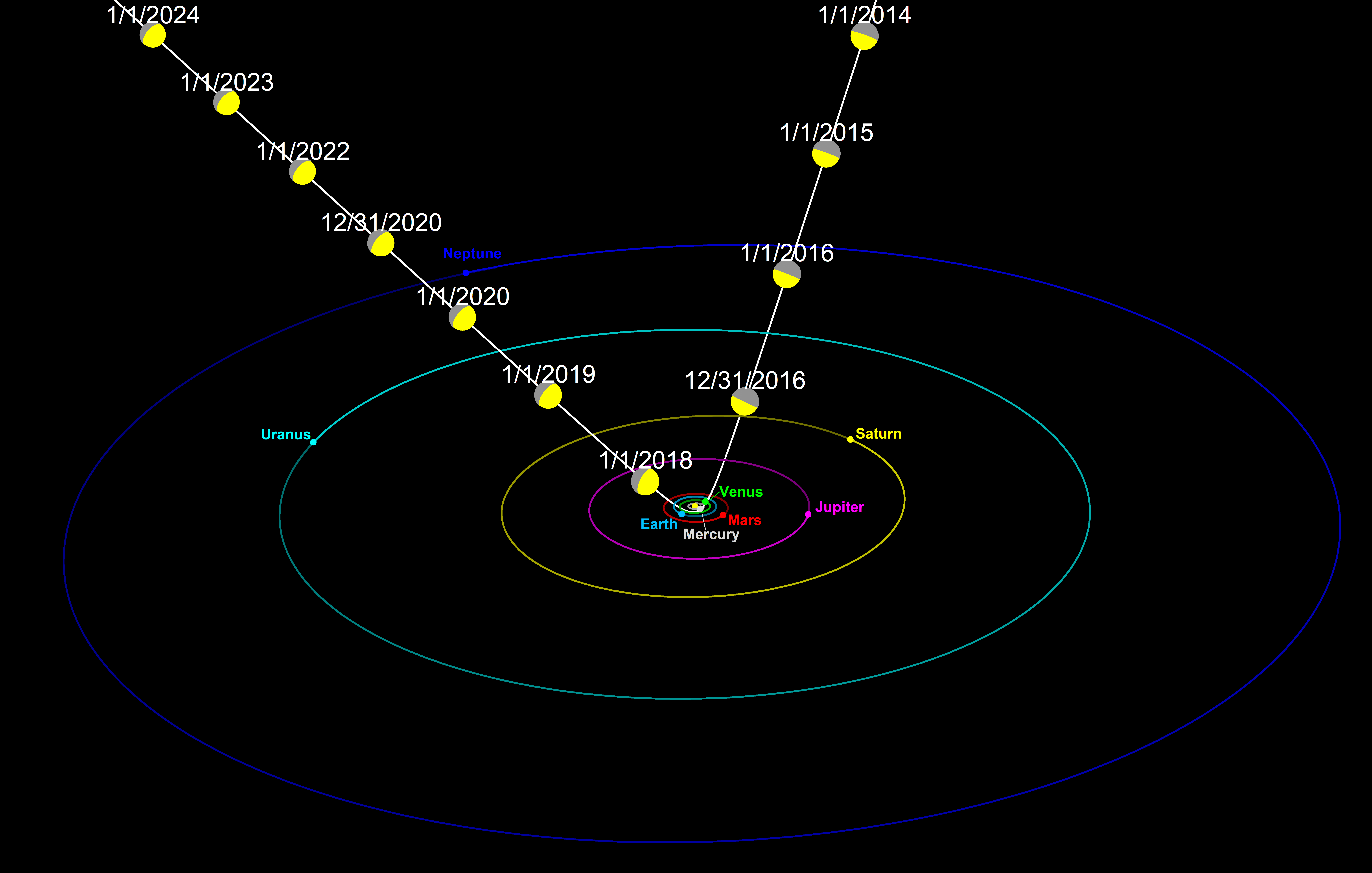
Trajectoire hyperbolique d'Oumuamua à travers tout le système solaire, avec marqueurs annuels et positions des planètes au 1/1/2018

### 1I/ʻOumuamua
Un objet sombre a été découvert le 19 octobre 2017 par le télescope Pan-STARRS, à une magnitude apparente de 20. Il a été désigné 1I/ʻOumuamua. Les observations indiquent qu'il évolue sur une orbite fortement hyperbolique, ce qui signifie qu'il n'est pas lié à la gravitation du Système solaire et qu'il est susceptible d'être un objet interstellaire.
La nature non cométaire de cet objet suggère une origine des régions internes d'un système stellaire voisin dont il proviendrait, ou bien qu'il ait passé des éons à faire des passages au périhélie de son étoile hôte, pour finalement devenir une comète éteinte. Il a une excentricité de 1,193, ce qui était l'excentricité par rapport au Soleil la plus élevée jamais observée pour un objet du Système solaire avant 2I/Borissov, et ce avec une marge élevée.

### 2I/Borissov
Le 30 août 2019, la comète 2I/Borissov est devenue le second objet interstellaire à avoir été découvert dans le Système solaire. Son excentricité par rapport au Soleil, supérieure à 3, est alors de loin la plus élevée jamais observée.

### 3I/ATLAS
Le 1er juillet 2025, la comète 3I/ATLAS devient le troisième objet interstellaire connu. La comète a une trajectoire fortement hyperbolique et une excentricité d’environ 6,15(±0,17).

## Nombre estimé d’objets
En 2019, on estime grâce à la taille des deux premiers objets interstellaires connus, ainsi que l'intervalle de temps séparant leurs deux découvertes, qu'il pourrait y avoir à tout moment, de passage dans le Système solaire, une douzaine d'objets interstellaires au moins aussi grands qu'eux, et que les grands télescopes encore en construction en 2019 pourraient à l'avenir en repérer deux ou trois par an. 
Au lendemain de la découverte du troisième objet en juillet 2025, les modélisations estiment alors que le nombre d'objets interstellaires circulant dans le système solaire pourrait s'élever jusqu'à 10 000, et que de nouveaux pourraient bientôt être détectés tous les mois.